# Апостольська нунціатура в Словаччині
Апостольська нунціатура Святого Престолу в Словаччині — дипломатичне представництво (посольство) Святого Престолу в Словацькій Республіці. Резиденція апостольського нунція знаходиться в Братиславі. Чинним нунцієм є італійський архиєпископ Нікола Джірасолі, який перебуває на посаді з 2 липня 2022 року. Апостольський нунцій традиційно обіймає посаду декана дипломатичного корпусу, акредитованого в Словаччині, з моменту вручення вірчих грамот.

## Історія
1 січня 1993 року Папа Іван Павло ІІ скасував Апостольську нунціатуру в Чехословаччині, створивши на її місці окремі нунціатури в Словаччині та Чехії. До 2 березня 1994 року посаду нунція в обох країнах обіймав один ієрарх, який мав резиденцію в Празі. З цієї дати призначаються окремі папські представники в Словаччині.

## Апостольські нунції
- Архиєпископ Джованні Коппа (1993—1994), апостольський нунцій в Чехії,
- Архиєпископ Луїджі Доссена (1994—2001),
- Архиєпископ Генрик Юзеф Новацький (2001—2007),
- Архиєпископ Маріо Джордана (2008—2017),
- Архиєпископ Джакомо Ґвідо Оттонелло (2017—2021),
- Архиєпископ Нікола Джірасолі (з 2022 року).